# Guerra d'Itàlia de 1542-1546
La guerra d'Itàlia de 1542-1546 va ser un conflicte bèl·lic emmarcat en el context de les Guerres Italianes, en què es van veure enfrontats Francesc I de França i Solimà I de l'Imperi Otomà contra Carles V del Sacre Imperi Romanogermànic i Enric VIII d'Anglaterra Els enfrontaments van tenir lloc Itàlia, França i els Països Baixos, incloent intents d'invasió contra Espanya i Anglaterra. El conflicte, econòmicament ruïnós per als contendents, va tenir un resultat nul.
La treva de Niça amb la qual va acabar la Guerra d'Itàlia de 1535–38 es va trencar en 1542 quan Francesc I, adduint els seus drets sobre el Milanesat, va declarar la guerra una vegada més contra el seu etern enemic Carles V. La lluita, que va començar als Països Baixos, es va veure agreujada l'any següent per l'aliança franco-otomana en el setge de Niça, i per una sèrie de maniobres militars al nord d'Itàlia que van desembocar en la batalla de Ceresole. Carles i Enric es van unir per envair França, però la forta resistència trobada en els setges de Boulogne-sur-Mer i Saint-Dizier van impedir una contundent ofensiva anglo-espanyola.
El 18 de setembre de 1544 Carles i Francesc van signar la pau de Crepy, que incloïa un enllaç matrimonial entre ambdues monarquies, però la mort del fill de Francesc, candidat al casament, va deixar l'acord de pau inacabat. Enric VIII d'Anglaterra va continuar la guerra en solitari fins a 1546, quan el tractat d'Ardres restaurar finalment la pau entre Anglaterra i França. La mort dels monarques anglès i francès a començaments de 1547 va deixar la resolució del conflicte en mans dels seus hereus.

## Antecedents

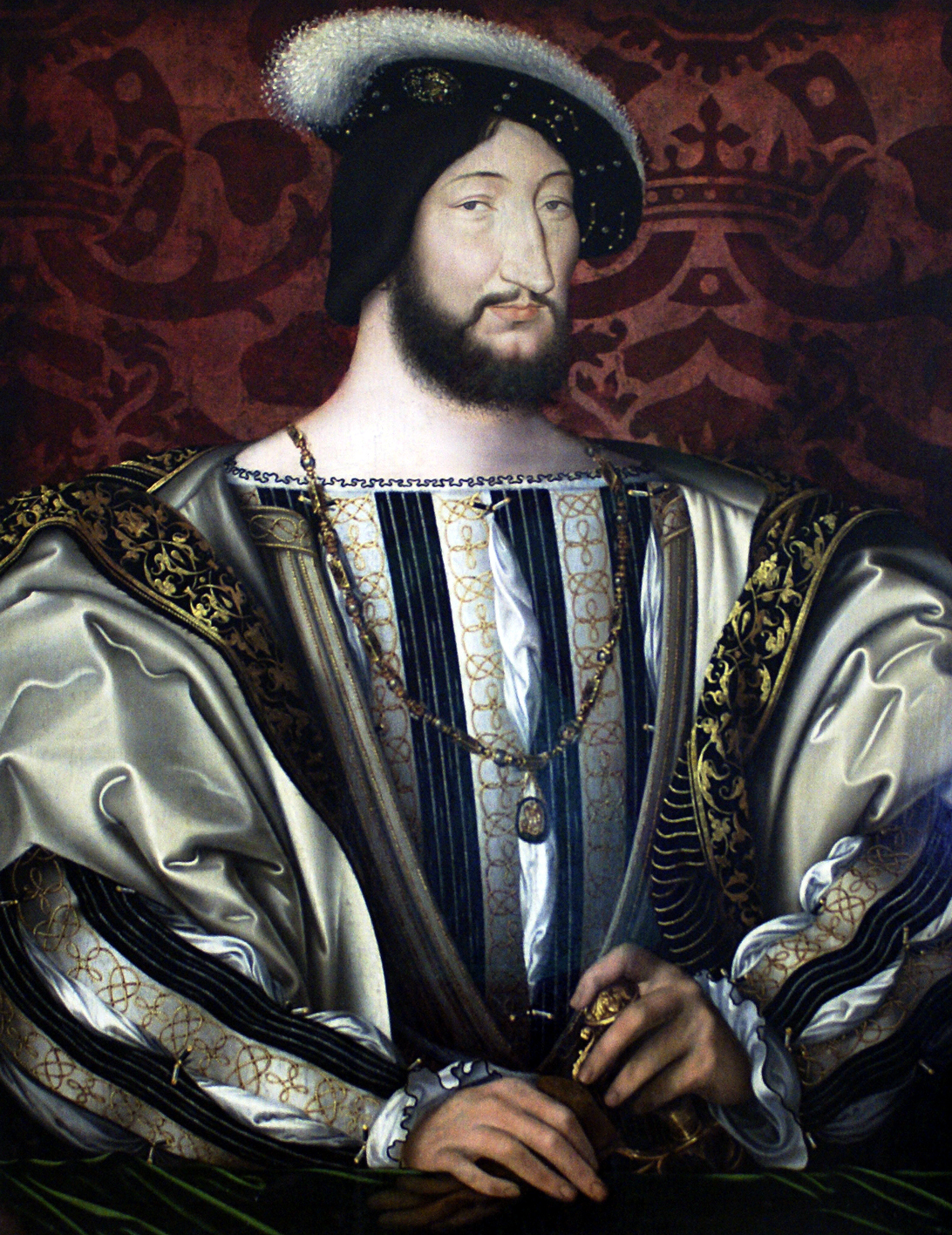
Francesc I.

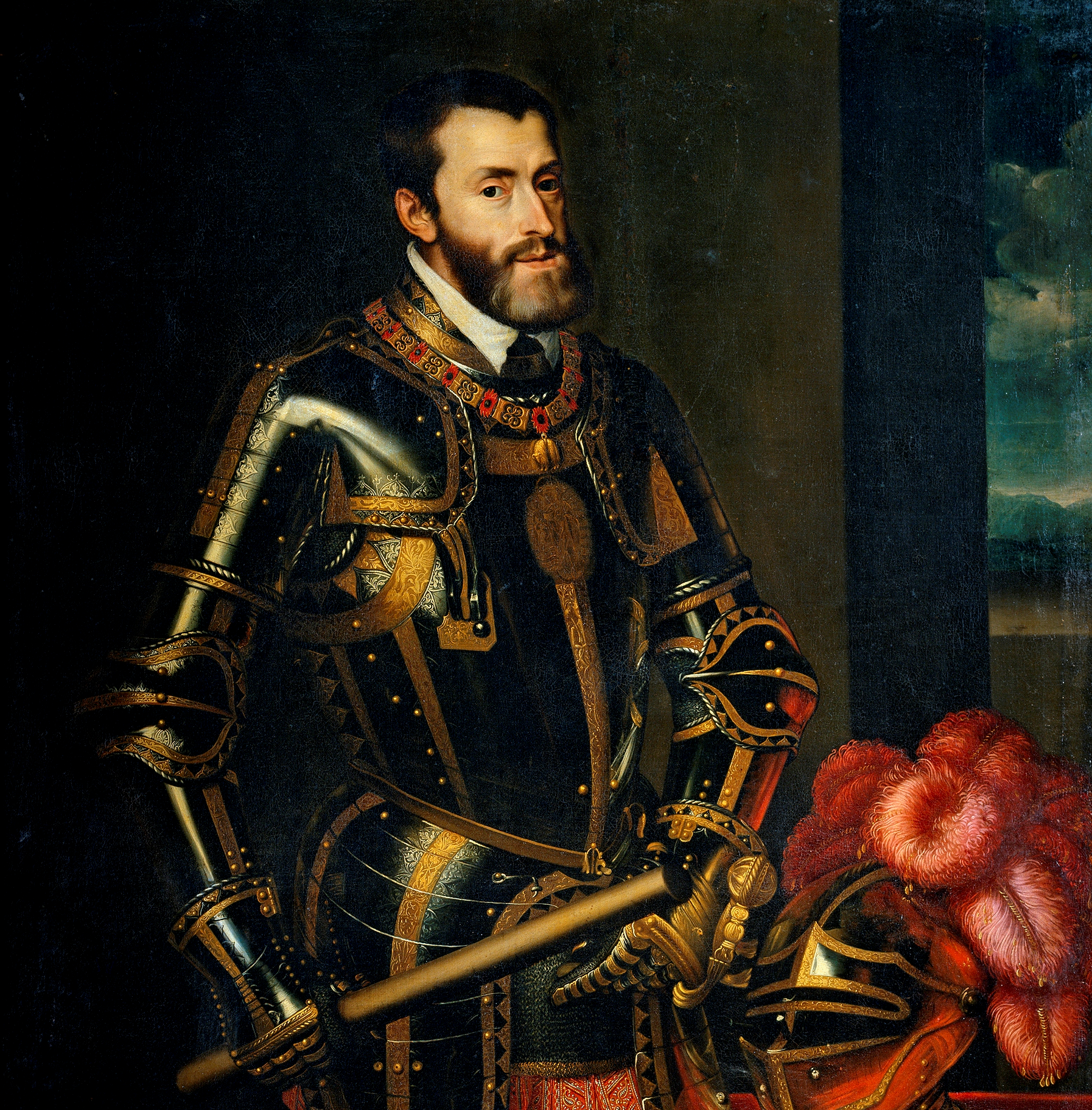
Carles V.

La treva de Niça, amb la qual havia acabat la guerra d'Itàlia de 1535–38, havia aportat molt poc a la resolució del conflicte entre l'emperador Carles V del Sacre Imperi Romanogermànic i el rei de França Francesc I, tot i que les hostilitats havien acabat, cap dels dos monarques estava satisfet amb el resultat de la guerra. Francesc seguia desitjant per a si el Milanesat, sobre el qual tenia drets dinàstics, i Carles insistia que Francesc havia de complir amb allò acordat en el tractat de Madrid, signat pel rei francès durant el seu captiveri a Espanya després de la guerra d'Itàlia de 1521–26. Altres motius addicionals de discòrdia eren les reclamacions territorials de tots dos: Carles sobre el ducat de Borgonya i Francesc en Nàpols i Flandes.
Les negociacions entre les dues potències van continuar durant 1538 i 1539. Aquest any Francesc va convidar a Carles-que afrontava la revolta Gant als Països Baixos-a passar per França en el seu camí des d'Espanya cap al nord. Carles va acceptar, sent ben rebut, però mentre el seu desig era discutir amb el seu amfitrió d'assumptes religiosos, va deixar de banda les diferències polítiques, i quan va abandonar el territori francès no s'havia arribat a cap conclusió.
El març de 1540 Carles va proposar resoldre el problema mitjançant el casament de la seva filla Maria amb el fill de Francesc, Carles II d'Orleans, la parella heretaria els Països Baixos, Borgonya i Charolais després de la mort de l'emperador. Al seu torn Francesc cessaria en les seves reclamacions sobre els ducats de Milà i Savoia, ratificant els tractats de Madrid i Cambrai, i aliant-se amb Carles. Francesc, considerant la pèrdua de Milà com un preu massa alt per la futura possessió dels Països Baixos, i reticent a ratificar els tractats, va fer la seva pròpia contraoferta: el 24 d'abril va accedir a renunciar a Milà a canvi del lliurament immediata dels Països Baixos. Les negociacions van continuar durant setmanes, però van ser abandonades el juny de 1540 sense que les dues parts haguessin arribat a un acord.

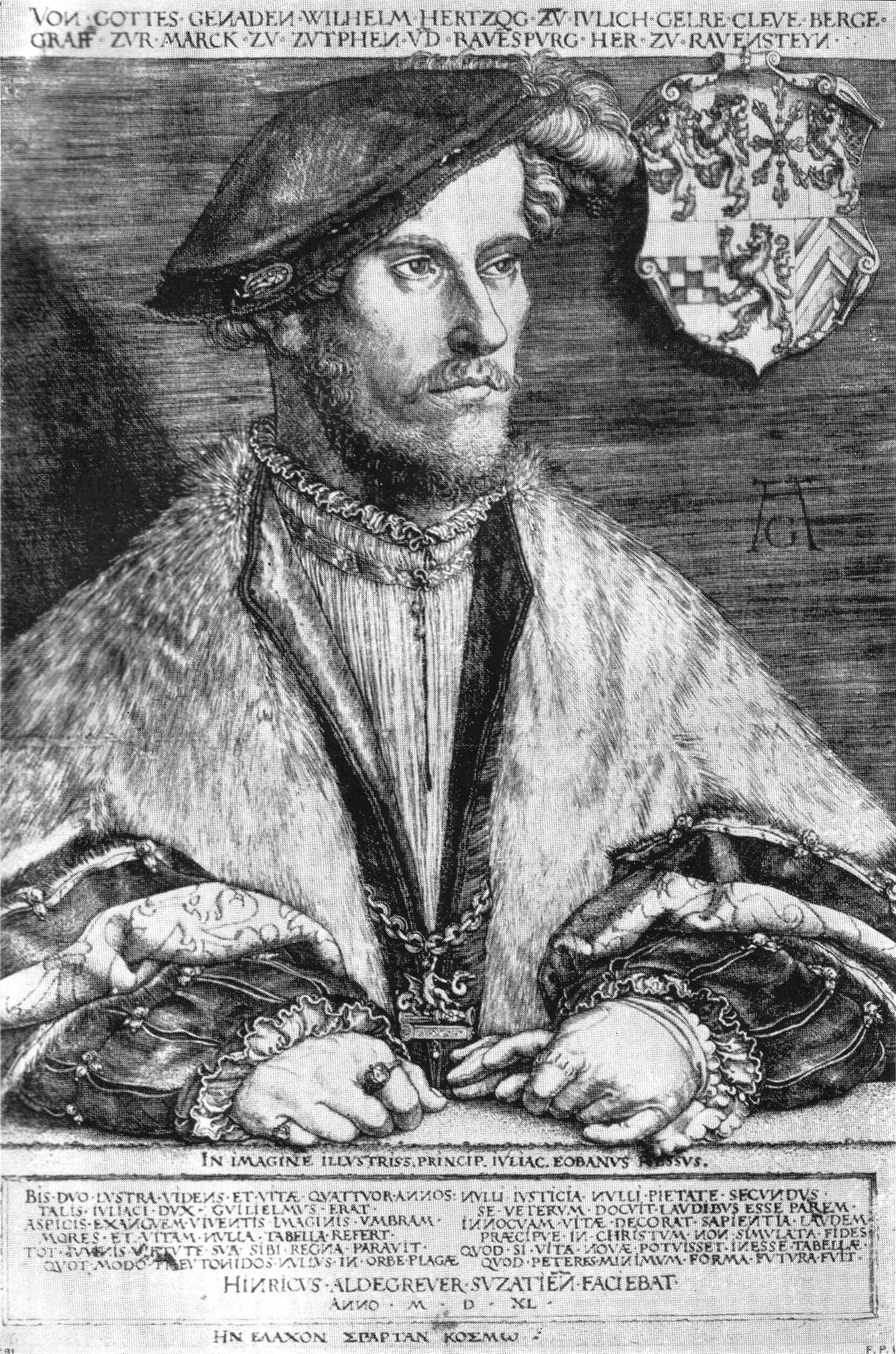
Guillem de Jülich-Cleves-Berg

A la recerca d'aliats per la seva causa Francesc va trobar el suport de Guillem, duc de Jülich-Cleves-Berg, que mantenia una disputa amb Carles sobre la successió de Gelderland; l'aliança va quedar segellada amb el matrimoni de Guillem amb Joana III de Navarra, neboda de Francesc. Aquest també va buscar el suport de la Lliga d'Esmalcalda, però l'acord no va arribar a fer-se efectiu: la Lliga va assolir el seu propi acord amb l'emperador el 1542. Més fructífera va ser l'aliança francesa amb Solimà I de l'Imperi Otomà, que continuant el seu avanç per Hongria obligava a dividir l'atenció de l'exèrcit imperial.
El 4 de juliol de 1541 l'ambaixador francès a la cort otomana, Rincón, va resultar mort per les tropes imperials a prop de Pavia. En resposta a les protestes de Francesc, Carles va negar tota responsabilitat, i es compromet a portar a terme una investigació sobre el fet amb l'ajut del Papa; Carles estava preparant una expedició militar al nord d'Àfrica i volia evitar enfrontaments a Europa.
A la fi de setembre de 1541, Carles preparava a Mallorca un atac contra Alger. Francesc, en considerat que era poc ètic atacar un correligionari cristià mentre lluitava contra els infidels, va prometre no declarar la guerra mentre l'emperador estigués en campanya. L'expedició imperial, coneguda com la Jornada d'Alger, va fracassar estrepitosament a causa en gran part a les condicions climatològiques, i Carles va tornar a Espanya amb les seves tropes al novembre. Amb el fracàs de l'atac a Alger, Francesc I de França va violar la Treva de Niça i va tornar a declarar la guerra a Espanya, aliat amb l'Imperi Otomà, Dinamarca i Suècia. Per això, es va preparar per allistar cinc exèrcits per combatre l'emperador Carles.
El 8 de març de 1542 el nou ambaixador francès va tornar de Constantinoble havent obtingut el compromís otomà d'aliar-se amb França en la seva guerra contra Carles i l'obertura dels ports de Marsella i Toló perquè les flotes turques poguessin castigar el litoral català des de més a prop.
Francesc va declarar la guerra el 10 de juliol del mateix any, adduint diversos motius en la seva justificació.

## Primeres operacions i tractat de Venlo

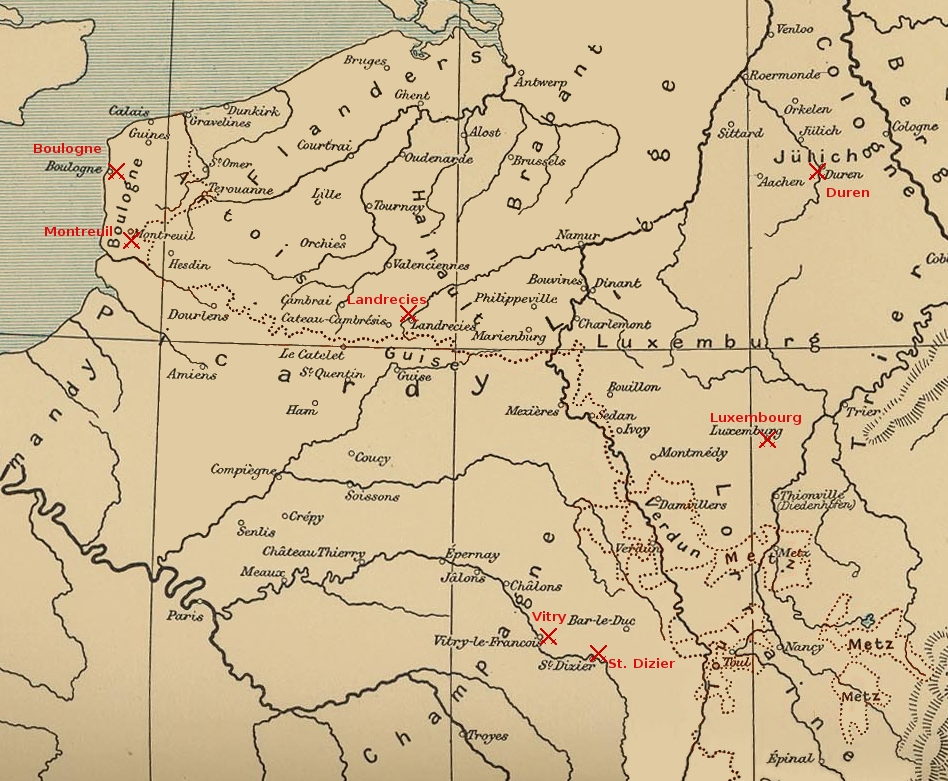
Batalles i setges al nord de França i els Països Baixos durant la guerra.

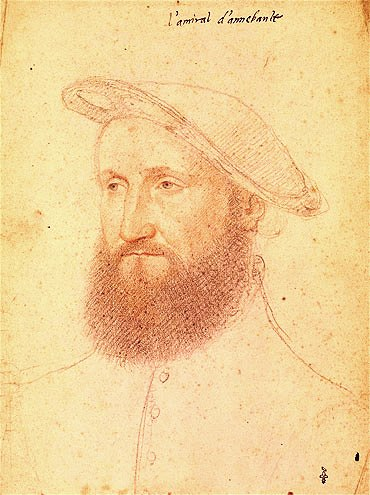
D'Annebault.

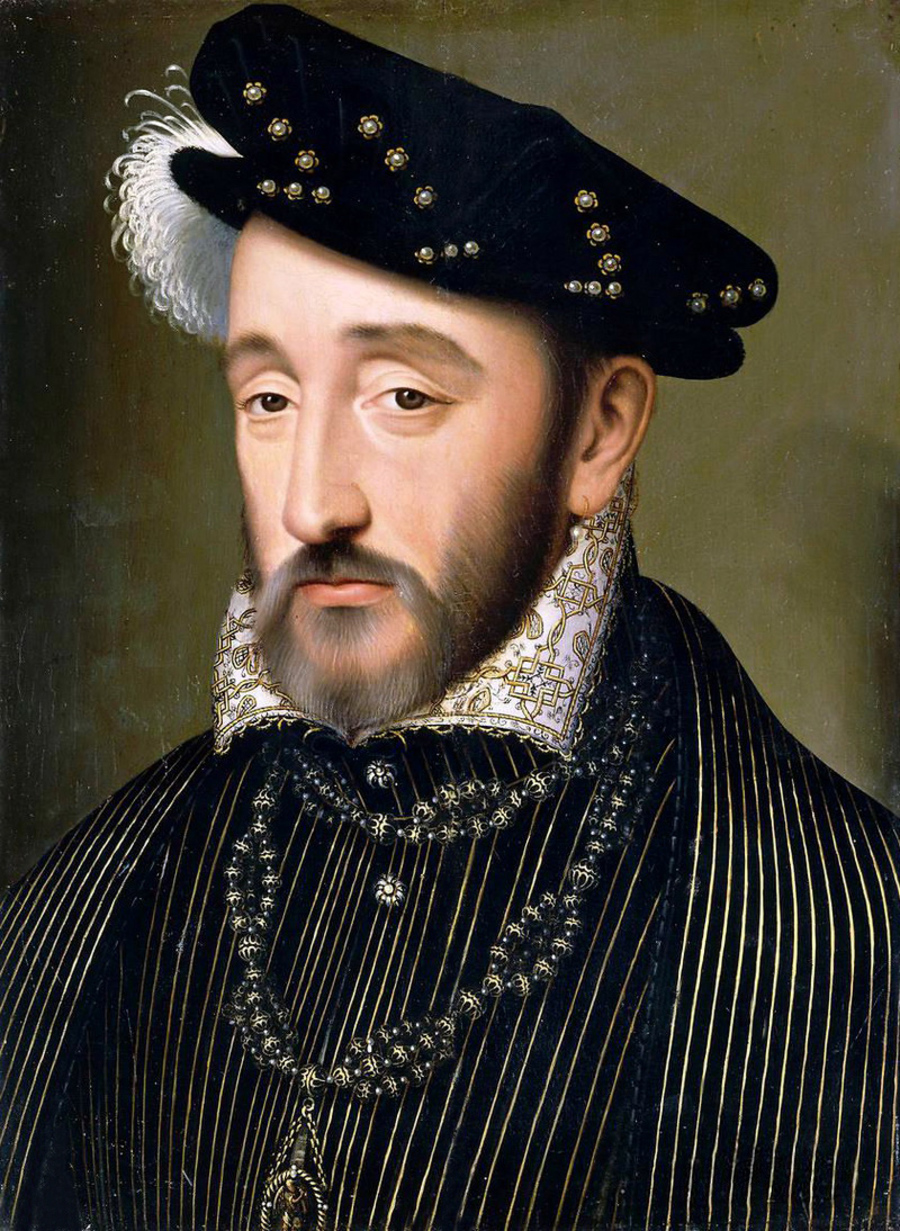
Enric II.

França va llançar immediatament una ofensiva militar en dos fronts contra Carles. Al nord, el duc d'Orleans va atacar Luxemburg, capturant la ciutat durant un curt període, al sud, un gran exèrcit sota el comandament de Claude d'Annebault i Enric, el primogènit de Francesc va assetjar sense èxit la ciutat de Perpinyà. Francesc, mentrestant, es trobava en La Rochelle, ocupant-se de les revoltes populars sorgides a conseqüència de la proposició de reforma de les gabelles.

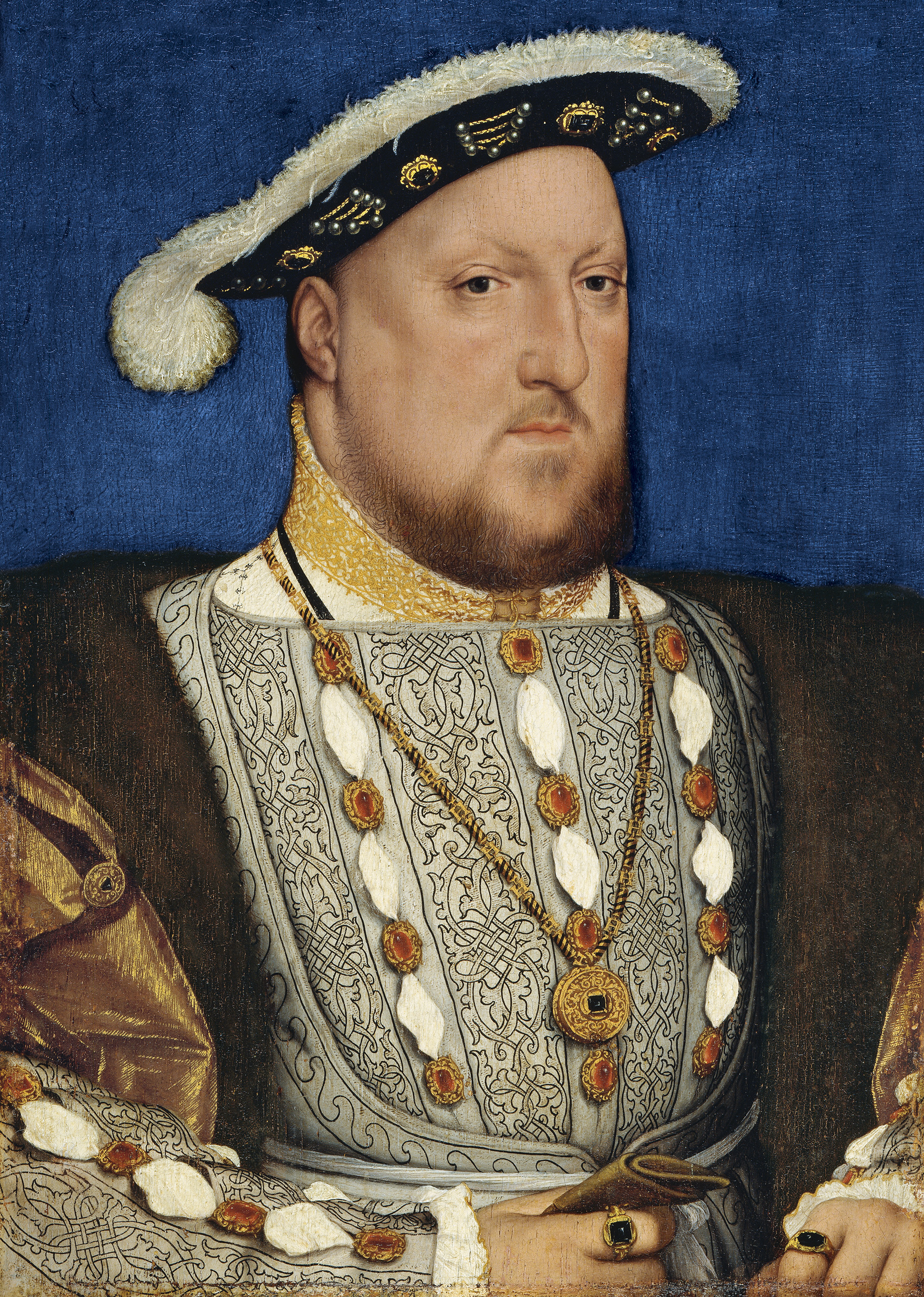
Enric VIII.

En aquest punt, les relacions entre Francesc i Enric VIII d'Anglaterra s'estaven agre. Enric, predisposat contra França per l'impagament de diverses pensions que se li havien de sota els termes de diversos tractats, s'enfrontava ara amb la ingerència francesa a Escòcia, on negociava el casament del seu fill Eduard amb Maria I d'Escòcia (intent fallit que desembocaria en la guerra anglo-escocesa de 1544-1551.
Enric havia intentat començar la guerra contra França amb anterioritat, però les diferències religioses amb el catòlic Carles dificultar la signatura d'una aliança entre ambdós monarques, finalment, l'11 de febrer de 1543, Enric i Carles van pactar un tractat d'aliança ofensiva en què convenien la invasió de França en el termini de dos anys. El maig de 1543 Enric va enviar a Francesc un ultimàtum i el 22 de maig li va declarar oficialment la guerra.
Les hostilitats es van desfermar al nord de França. Seguint les ordres d'Enric, John Wallop va creuar el Canal de la Mànega al capdavant d'un exèrcit de 5.000 homes destinat a la defensa dels Països Baixos. Les tropes franceses liderades per Antoni de Borbó havien capturat Lillers a l'abril, i el juny d'Annebault havia pres Landrecies. Guillem de Cleves es va posicionar obertament del costat francès, envaint el Ducat de Brabant i marxant contra Artois i Hainaut. Francesc, inexplicablement, va detenir l'avanç de les seves tropes a Reims; mentrestant, Carles atacava Guillem, envaint el ducat de Jülich i capturant Düren.
En suport del seu aliat Guillem de Cleves, Francesc va ordenar al duc d'Orleans i d'Annebault marxar sobre Luxemburg, que van prendre el 10 de setembre, però l'ajuda va arribar massa tard per Guillem: tres dies abans aquest havia signat la seva rendició davant les forces de Carles mitjançant el tractat de Venlo, segons el qual Guillem cedia Gelderland i Zutphen, i es comprometia a donar suport a la supressió de la reforma. Carles va avançar en direcció a Landrecies amb intenció de lloc, buscant l'enfrontament obert contra Francesc, però aquest es va retirar a Sant Quintí el 4 de novembre, deixant a les tropes imperials el camí lliure per marxar cap al nord i assetjar Cambrai.

## Niça i Ceresole

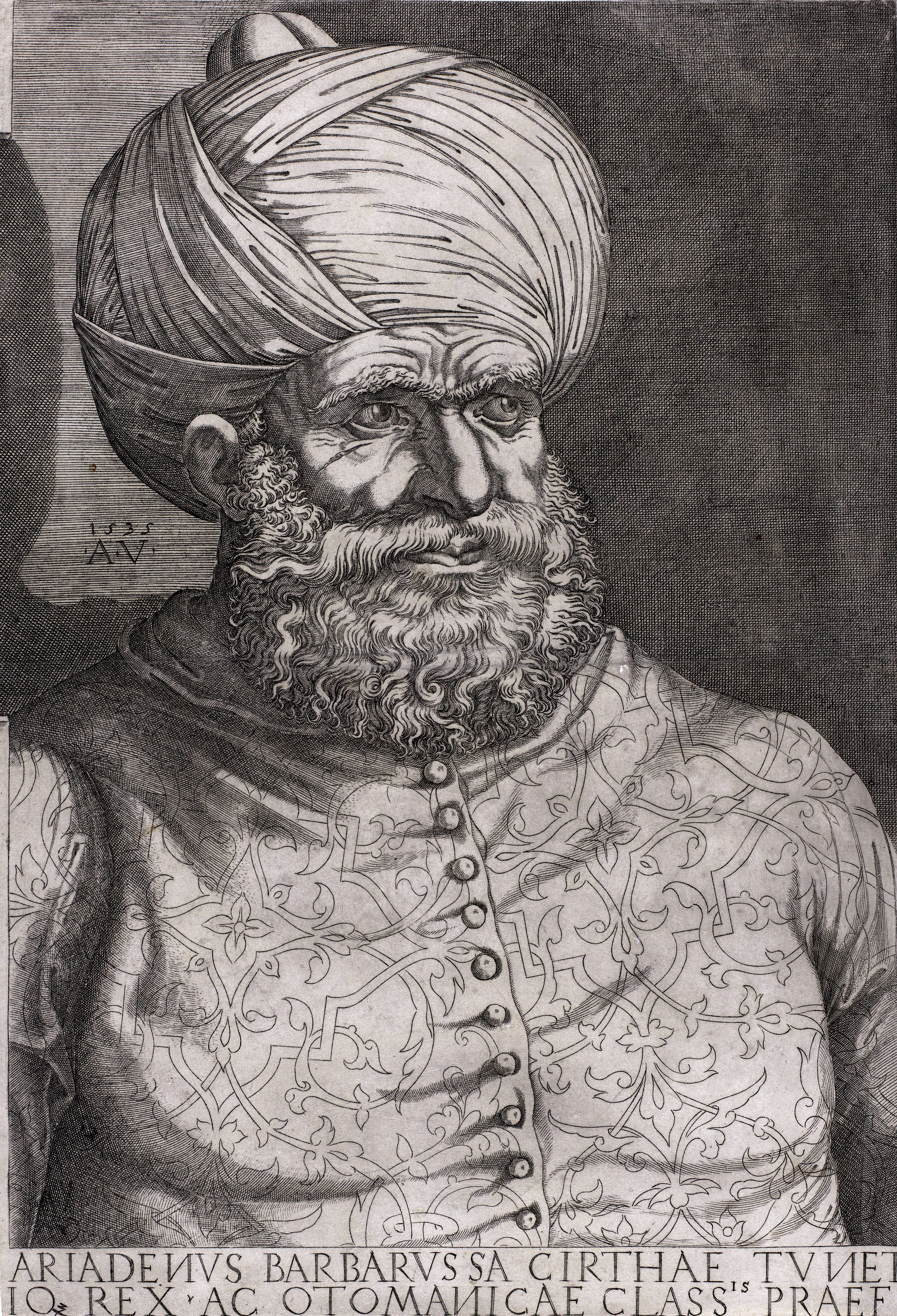
Khair ed-Din Barba-rossa

Al Mediterrani, mentrestant, es produïen altres enfrontaments. L'abril de 1543 el sultà Solimà I havia posat la flota otomana de Khair ed-Din Barba-rossa a disposició del rei de França, i va salpar dels Dardanels amb més de cent galeres penetrant per la costa italiana va arribar al juliol a Marsella, on va ser rebut per Francesc de Borbó, comandant de la flota francesa. El 6 d'agost la flota conjunta franco-otomana es va presentar davant Niça, sota domini imperial, i desembarcant seves tropes va posar setge a la ciutat. Niça va caure el 22 d'agost, encara que la ciutadella resistir fins a l'alliberament de la ciutat el 8 de setembre.
Barba-rossa va amenaçar als seus aliats de retirar el seu suport si no se li donaven els mitjans necessaris per restaurar la seva flota, en resposta, Francesc va ordenar l'evacuació dels habitants de Toló (excepte els caps de família), i va entregar la ciutat a Barba-rossa per ser utilitzada com a base d'operacions per al seu exèrcit de 30.000 soldats durant els següents vuit mesos, que va aprofitar per atacar la costa catalana. El rei francès, incòmode per la presència dels otomans, els va negar la seva ajuda per a recapturar Tunis, i la flota otomana va partir cap a Istanbul el maig de 1544, saquejant al seu pas la costa napolitana.

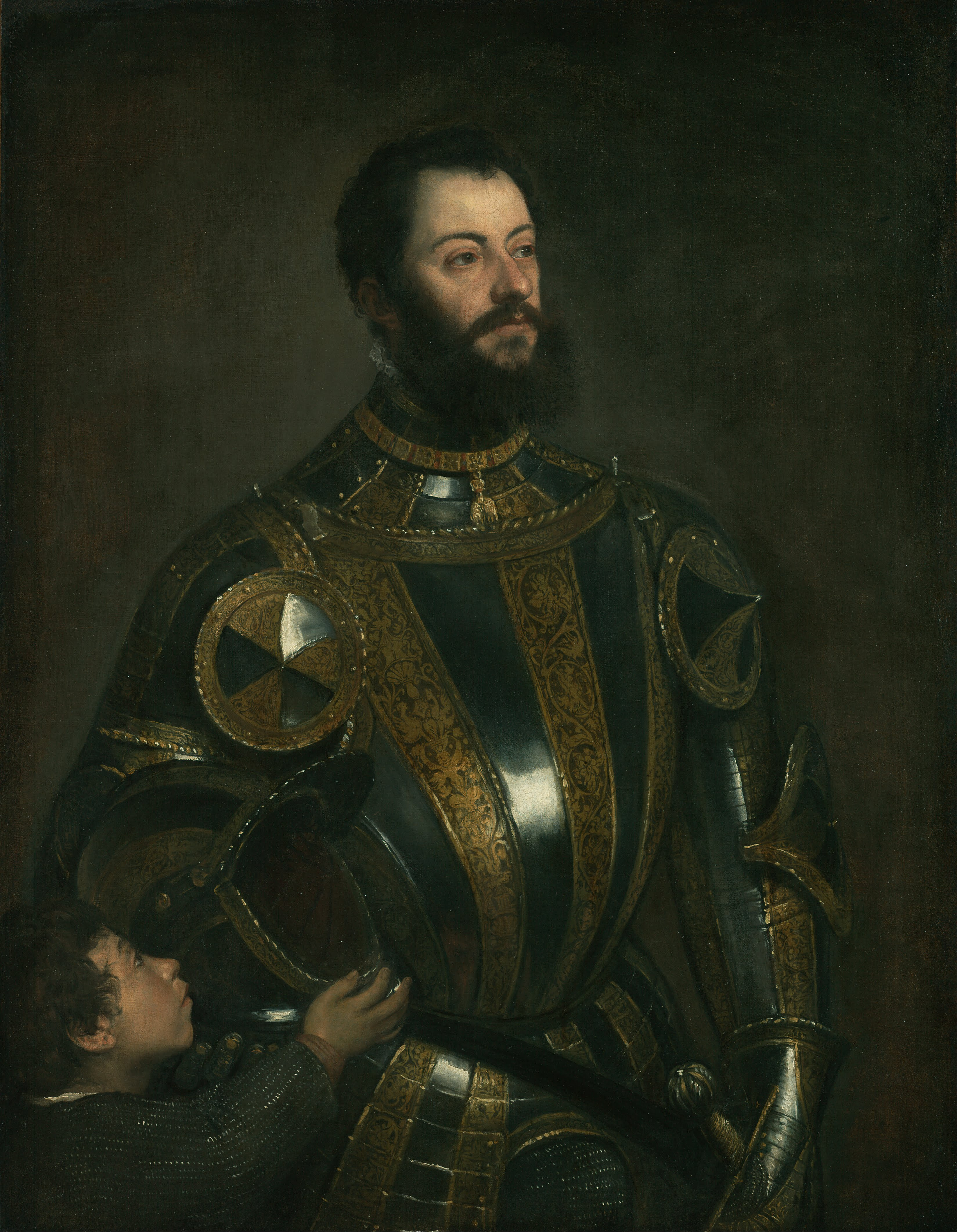
Alfonso de Ávalos

Al Piemont, mentrestant, els enfrontaments estaven estancats entre Guigues Guiffrey, senyor de Boutières, al comandament de l'exèrcit francès i Alfonso de Ávalos; Ávalos havia capturat la fortalesa de Carignano, i els francesos l'havien posat sota setge, intentant forçar a l'exèrcit imperial a una batalla decisiva. Durant l'hivern de 1543-44 Francesc reforçar considerablement el seu exèrcit, posant a Francesc de Borbó al comandament. Ávalos, també fortament reforçat, va avançar cap a Carignano amb intenció de socórrer, l'11 d'abril de 1544 tots dos exèrcits van entrar en combat a la batalla de Ceresole, una de les poques batalles lliurades al transcurs de la guerra. Encara que les forces franceses van sortir victorioses, la imminent invasió de França per Carles i Enric va forçar a Francesc a retirar gran part de les seves tropes al Piemont per assegurar el territori francès, deixant a Francesc de Borbó sense els efectius necessaris per prendre Milà. El juny del mateix any, la victòria de Ávalos sobre un exèrcit de mercenaris italians al servei de França a la batalla de Serravalle va marcar el final de la campanya en territori italià.

## Invasió de França
El 31 de desembre de 1543 Enric i Carles havien pactat la invasió conjunta de França, el 20 de juny de 1544 cadascun d'ells va aixecar un exèrcit de més de trenta-cinc mil soldats d'infanteria i set mil de cavalleria per enfrontar als 70.000 efectius de Francesc. La campanya no va poder començar fins que Enric i Carles haguessin resolt els seus conflictes particulars amb Escòcia i els prínceps protestants alemanys, respectivament. El 15 de maig Enric va ser informat per Edward Seymour, I duc de Somerset que Escòcia no suposava ja una amenaça. Mentrestant, Carles havia arribat a un acord amb els prínceps alemanys mitjançant la dieta de Speyer, i els electors de Saxònia i Brandenburg van accedir a unir-se a la invasió de França.
El maig de 1544 es van formar dos exèrcits imperials amb l'objectiu d'envair França: un sota el comandament de Ferrante Gonzaga, virrei de Sicília, al nord de Luxemburg, l'altre, amb el mateix Carles al capdavant, al Palatinat. El 25 de maig Gonzaga va capturar Luxemburg i va avançar cap a Commercy i Ligny, proclamant que l'emperador havia arribat per enderrocar el «tirà aliat dels turcs». El 8 de juliol Gonzaga i les seves tropes van assetjar Saint-Dizier; Carles i el seu exèrcit aviat s'unirien a ells.

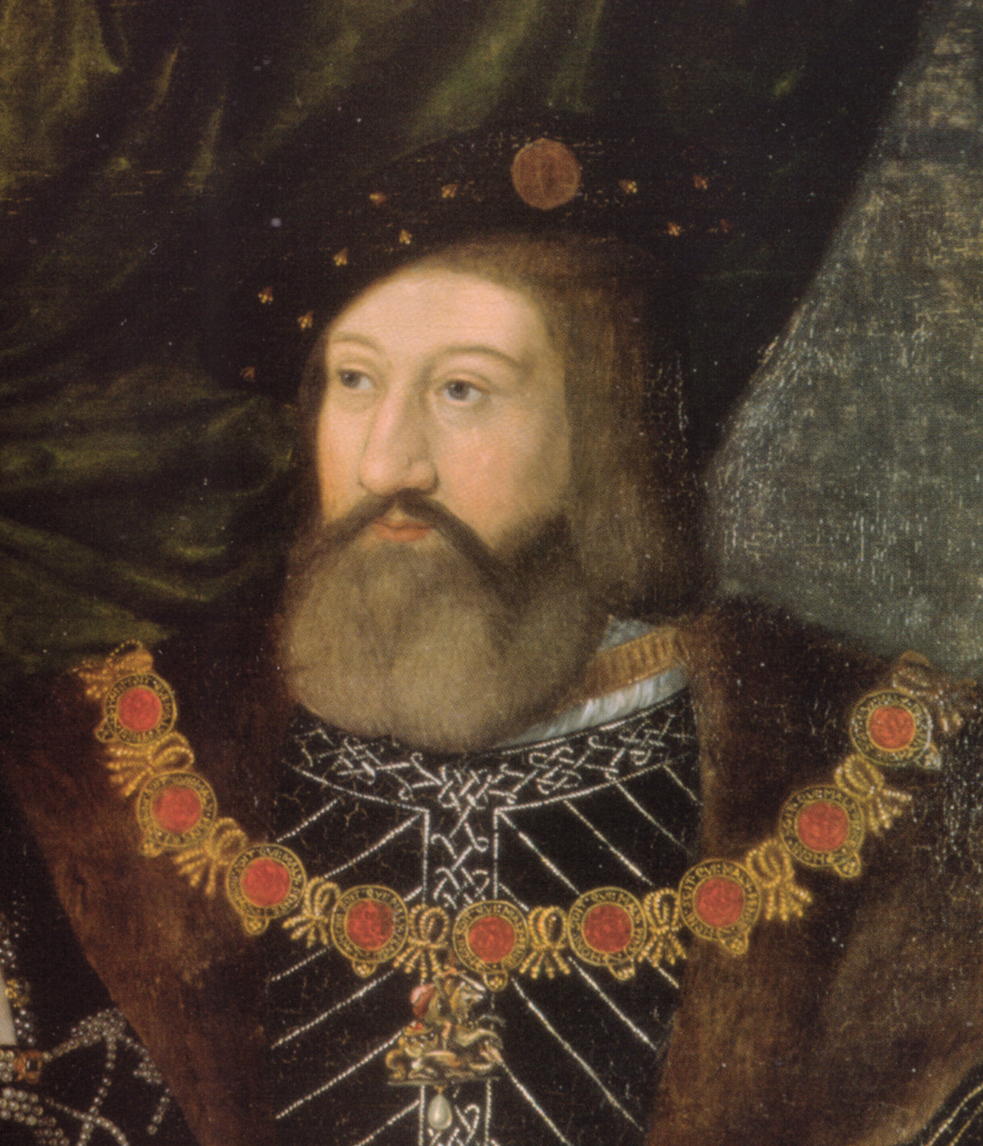
Charles Brandon

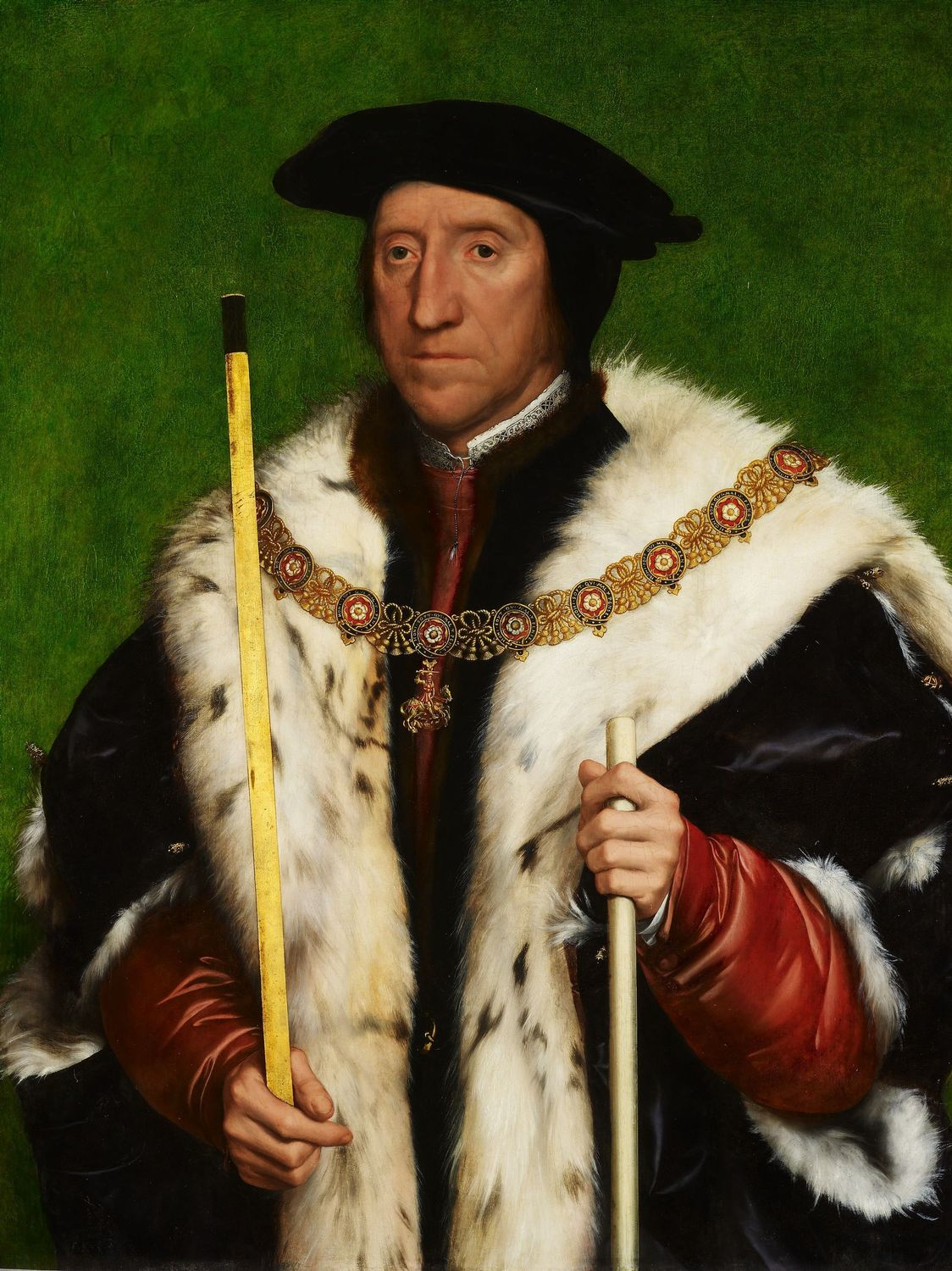
Thomas Howard

Enric, mentrestant, havia enviat uns 40.000 soldats a Calais dirigits per Thomas Howard, III duc de Norfolk i Charles Brandon, I duc de Suffolk. Mentre Enric i Carles continuaven discutint sobre els objectius de la campanya i de la seva pròpia presència a França, aquest exèrcit va penetrar lentament en territori francès, sense un destí clar. Finalment es va dividir en dues: Norfolk va avançar cap a Montreuil-sur-Mer i Ardres, assetjant aquesta última sense gaire èxit, atesa la manca de subministraments adequats i la mala organització; Suffolk va rebre ordres d'atacar Boulogne-sur-Mer. El 14 de juliol Enric es va unir a aquest exèrcit, que el dia 19 va començar el setge de la ciutat, tot i les protestes de l'emperador que insistia que les forces angleses havien avançar en París.
Per la seva part Carles demorava a Saint-Dizier, la ciutat, fortificada per Girolamo Marini i defensada per Lluís IV de Bueil, comte de Sancerre que continuava resistint al setge de les tropes imperials. El 24 de juliol Carles va prendre Vitry-en-Perthois, des d'on els francesos havien atacat les seves línies d'abastament. Finalment Saint-Dizier, a falta de provisions, es va rendir el 17 d'agost. Es va permetre la seva retirada amb honors, com que el setge de la ciutat, que havia resistit quaranta-un dies, havia aconseguit frenar l'ofensiva imperial. Contra l'opinió d'alguns dels seus consellers, que suggerien la retirada, Carles va seguir cap a Châlons-en-Champagne, encara que es va abstenir d'avançar creuant el riu Marne per la presència de forces franceses a Jâlons. Les tropes imperials van marxar ràpidament per la província de la Xampanya prenent Épernay, Châtillon-sur-Marne, Château-Thierry i Soissons.
Les tropes franceses sota el comandament de Jacques de Montgomery, senyor de Lorgues van saquejar Lagny-sur-Marne adduint la suposada revolta dels seus habitants, però no es va fer cap intent seriós d'interceptar l'avanç de l'exèrcit imperial. La població de París era presa pel pànic davant l'esperada arribada de la guerra a la ciutat, encara que Francesc insistia que els seus habitants no tenien res a témer. Carles finalment va aturar el seu avanç i va tornar enrere l'11 de setembre. Mentrestant Enric dirigia personalment el setge a Boulogne sur Mer, la ciutat va ser rendida a mitjan setembre.
Entretant, a principi de 1544 una flota de trenta naus va atacar les costes del cantàbric, fins que va ser derrotada per Álvaro de Bazán el Vell a la batalla de Muros.

## Tractat de Crepy
Carles, necessitat de fons i preocupat pel creixent amenaça religiosa a Alemanya, va consultar amb Enric la qüestió de si havien de continuar la invasió o negociar la pau. No obstant això, en la data en què Enric va rebre la missiva de l'emperador ja aquest havia conclòs un acord amb Francesc (la pau de Crepy) el 18 de setembre de 1544. Segons els termes de l'acord Francesc i Carles renunciarien a les seves reclamacions territorials i s'establirien l'statu quo acordat en la treva de Niça de 1538 i va suposar la retirada de la flota otomana de les costes franceses Carles d'Angulema contraure matrimoni bé amb la filla de Carles I (Maria), en aquest cas rebria com dot els Països Baixos espanyols i el Franc Comtat, o bé amb la seva neboda (Anna), en aquest cas rebria el ducat de Milà. La mort de Carles d'Angulema el 1545 deixaria l'acord sense completar.

## Boulogne
El conflicte entre França i Anglaterra va continuar. L'exèrcit del delfí va avançar sobre Montreuil, forçant Norfolk a aixecar el setge; Enric va tornar a Anglaterra a final de setembre de 1544, ordenant a Norfolk i Suffolk defensar Boulogne sur Mer. Aquests aviat desobeir les ordres i es van retirar amb el gruix de l'exèrcit anglès a Calais, deixant uns 4.000 homes per a la defensa de la ciutat. El delfí va aprofitar per assetjar Boulogne, llançant un atac contra aquesta el 9 d'octubre que va estar a prop de conquerir la ciutat, però va ser forçat a retirar-se per les tropes angleses que van tornar contra ell.
Les negociacions de pau que es van dur a terme a Calais van resultar un fracàs: Enric es va negar a tornar Boulogne-sur-Mer i va insistir que Francesc retirés el seu suport als escocesos. Carles, que havia estat designat com a mediador entre els dos, estava influït per les seves pròpies desavinences amb el rei anglès.

## Invasió d'Anglaterra
Després del desacord Francesc va planejar un atac contra Anglaterra; reunir a Normandia un exèrcit de 30.000 homes i va armar a Le Havre una flota de quatre-centes naus que va posar sota el comandament de Claude d'Annebault. El 31 de maig de 1545 altra força francesa va desembarcar a Escòcia. El juliol les tropes angleses de John Dudley, I duc de Northumberland van preparar un atac contra la flota francesa, que va resultar fallit a causa del mal temps. Finalment, després d'una cadena d'accidents en què es van perdre dos vaixells, la flota de D'Annebault va salpar de Le Havre el 16 de juliol i va intentar la invasió de l'illa de Wight, al sud d'Anglaterra. En els dies següents els exèrcits anglès i francès es van enfrontar a les batalles de Solent i Bonchurch, que van acabar amb la retirada francesa. El 15 d'agost D'Annebault va fer un intent final a Beachy Head, però es va retirar cap a França després d'una breu escaramussa.

## Tractat d'Ardres
El setembre de 1545 la guerra havia arribat a un punt mort, necessitats de fons i de tropes, ambdós bàndols buscaven la complicitat dels prínceps protestants alemanys. Enric, Francesc i Carles intentaven trencar l'estancament per la via diplomàtica, però sense resultat pràctic per la desconfiança mútua entre ells. El gener de 1546 Enric va enviar al comte de Hertford a Calais, aparentment per a preparar una ofensiva, però aquesta mai va arribar a materialitzar-se.
Francesc no va poder afrontar la represa d'una gran guerra, i Enric només estava interessat a resoldre la qüestió de Boulogne. Les negociacions entre tots dos, iniciades el 6 de maig, van donar com a fruit la signatura del tractat d'Ardres el 7 de juny de 1546. Segons els termes d'aquest acord Enric romandria en possessió de Boulogne fins a 1554, data en què seria retornada a França a canvi de dos milions d'escuts (en sentir el preu demanat a canvi de la ciutat, l'ambaixador imperial va augurar que Boulogne romandria per sempre en mans angleses); mentrestant cap dels dos bàndols aixecaria fortificacions a la regió, i Francesc reprendria els pagaments de les pensions que se li devien a Enric. Aquest, d'altra banda, es comprometia a no atacar els escocesos sense causa.

## Conseqüències

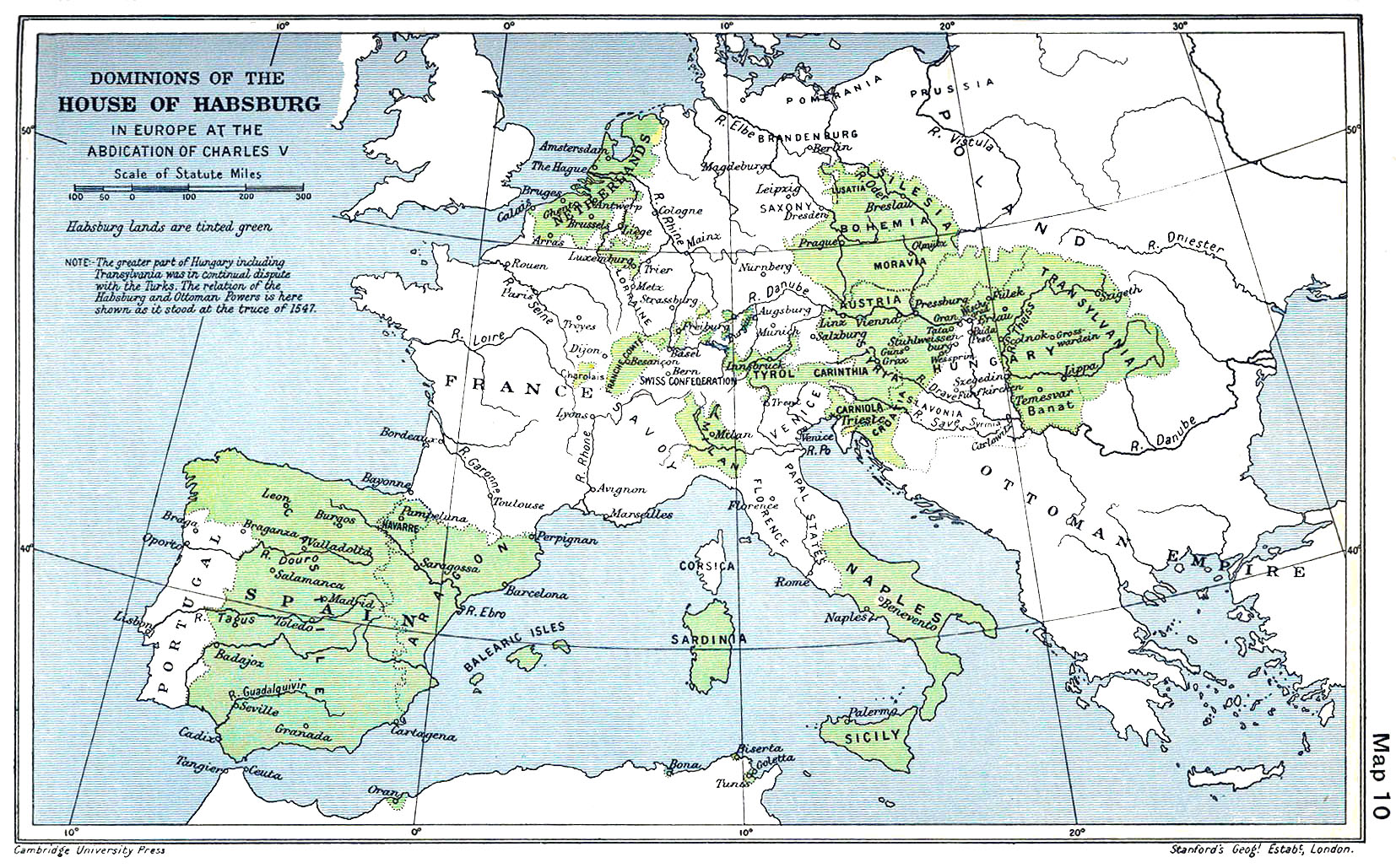
Territoris dels Habsburg en 1547

La guerra va resultar exageradament cara per als principals participants; tant per Francesc I de França com Enric VIII d'Anglaterra va resultar el conflicte més costós dels seus regnats. A Anglaterra, la necessitat de fons va portar al que Elton diria "una càrrega d'impostos sense precedents", així com a la devaluació sistemàtica de la moneda. Francesc també va establir nous impost si afrontar serioses reformes financeres, per aquest motiu no va poder assistir als prínceps alemanys protestants de la Lliga d'Esmalcada que en 1546 van declarar la guerra a l'emperador Carles V. Aquest resultaria vencedor a 1547 després de la batalla de Mühlberg. Al front amb els otomans, la conclusió de la treva d'Adrianòpolis del mateix any portaria els enfrontaments entre Solimà i els Habsburg a un cessament temporal.
Enric VIII d'Anglaterra va morir el gener de 1547; el 31 de març va seguir Francesc. Els successors d'Enric van continuar les seves desavinences amb Escòcia, i quan el 1548 els enfrontaments amb els escocesos van conduir a la represa de les hostilitats a Boulogne-sur-Mer, van decidir evitar una guerra en dos fronts tornant la ciutat quatre anys després, el 1550.
Les causes originals de la guerra (principalment la disputa dels drets dinàstics a Itàlia) van continuar sense haver resolt. El 1551 Enric II de França va tornar a declarar la guerra a Carles V.